# François de Rosset
Pour les articles homonymes, voir François Rosset et Rosset.
François de Rosset (1571-1619) est un traducteur et écrivain français à succès du XVIIe siècle.

## Repères biographiques
François de Rosset naît en 1571 en Provence. Il écrit des ouvrages de poésie, des œuvres romanesques et, sachant l'Italien et l'Espagnol, il fait paraître plusieurs traductions de grands auteurs.
On lui doit ainsi une trentaine d’ouvrages, dont plusieurs recueils de poésie, ainsi que des traductions de l’Arétin, de Cervantès, de Boiardo ou encore de l'Arioste. Ses écrits romanesques, et tout particulièrement les récits regroupés en 1619 sous le titre Les Histoires mémorables et tragiques de nostre temps , lui valurent un grand succès auprès de ses contemporains.

## Ouvrages (choix)
- Poésie
  - Douze Beautés de Phyllis et autres œuvres poétiques (1614)
  - Délices de la poésie française (1618)
- Récits
  - Roman des chevaliers de la gloire (1612), réédité sous le titre Histoire du palais de la Félicité (1616)
  - Histoire des amants volages de ce temps (1616)
  - La suite de Roland le Furieux (1617)
  - Les Histoires mémorables et tragiques de nostre temps (1614 puis éd. aug. en 1619)
- Traductions
  - Arioste, Roland furieux (1615)
  - Boiardo, Roland amoureux (1618)
  - Cervantès, Don Quichotte (1605)
  - Cervantès, Nouvelles exemplaires (1613)
  - L'Arétin, Les Douze psaumes de la Pénitence de David (1605)
- Recueils
  - Nouveau recueil des plus beaux vers de ce temps (1609)
  - Lettres amoureuses et morales des beaux esprits de ce temps (1618)